# Battaglia di Kumanovo
La battaglia di Kumanovo (in serbo Кумановска битка?) avvenne durante il 23-24 ottobre 1912 nell'ambito della prima guerra balcanica. Dallo scontro uscì vincitore il Regno di Serbia, che sconfisse in quella che oggi è la Macedonia del Nord l'esercito dell'Impero ottomano.

## Antefatti
Il 15 ottobre 1912, poco dopo l'inizio della prima guerra balcanica, la terza armata serba attaccò di propria iniziativa lungo il fiume Toplica le forze ottomane, che contrattaccarono senza successo. Le schermaglie proseguirono fino al 19 ottobre, quando gli ottomani furono costretti a ritirarsi dietro il confine, varcato da tutta la terza armata il 21 ottobre. Il giorno seguente i serbi entrarono a Pristina. La prima armata serba varcò il confine ottomano il 20 ottobre e il 22 seguente arrivò nei pressi di Kumanovo. Nel frattempo, il 18 ottobre anche i bulgari avevano preso l'iniziativa avanzando attraverso Gorna Djumaja e occupando il villaggio di Stracin il 21 ottobre.
Zeki Pascià, comandante delle forze ottomane nella valle del fiume Vardar, decise di fronteggiare gli avversari serbi a Kumanovo. A tale scopo, nella sera del 22 ottobre gli ottomani arrivarono nella valle del fiume Pčinja. Mentre Zeki Pascià aveva ottime informazioni circa la forza e la posizione delle unità serbe, i comandanti di queste ultime non intuirono che il giorno dopo sarebbe avvenuta una battaglia contro la principale forza ottomana della regione. Di conseguenza, non vennero approntate fortificazioni di sorta, che pure il terreno permetteva di costruire in posizioni forti. Il fianco sinistro serbo era protetto solo da truppe irregolari a Srtevica, luogo chiave del settore, e da una divisione di fanteria (1ª divisione del Danubio) dietro a cui venne posizionata una divisione di cavalleria. Il fianco destro era presidiato invece dalla 1ª divisione della Morava.
Nella notte tra il 22 e il 23 ottobre il VI corpo ottomano (17ª divisione di fanteria e divisione di fanteria di Monastir) attraversarono il Pčinja e presero posizione sulla collina di Zebrnjak. A destra il V corpo (13ª divisione di fanteria e divisione di fanteria di Štip) rimase sulla riva sinistra del Pčinja, fungendo da riserva a protezione della strada proveniente da Stracin. Infine, il VII corpo (19ª divisione di fanteria e divisione di fanteria di Üsküb) si attestò nel fianco sinistro dello schieramento ottomano.

## Forze in campo
L'esercito serbo, comandato dal generale Radomir Putnik, era suddiviso principalmente in tre armate, oltre a unità minori inviate ad occupare il Sangiaccato. A Kumanovo venne impiegata la prima armata guidata dal principe Alessandro, composta da cinque divisioni di fanteria e una divisione di cavalleria (132 000 uomini in totale) dislocate nell'area attorno Vranje.
La mobilitazione dell'esercito ottomano in Macedonia fu lenta: al momento dello scontro le unità, guidate da Zeki Pascià, avevano poco più della metà degli effettivi ordinari, ripartiti in tre corpi (V di Said Pascià a Štip con 32 000 soldati, VI di Cavit Pascià a Köprülü con 6 000 soldati e VII di Fethi Pascià a Kumanovo con 19 000 soldati) e in piccole formazioni in Kosovo.

## Piani operativi
I piani serbi prevedevano di aggirare e sconfiggere l'Impero ottomano prima che questo riuscisse a completare la mobilitazione e a concentrare le forze, cosa che presumibilmente sarebbe avvenuta nella valle del fiume Vardar e nell'altopiano di Ovče Pole. Inizialmente gli ottomani seguirono la strategia elaborata dal teorico militare tedesco Colmar von der Goltz che prevedeva di rimanere sulla difensiva, ritirandosi in Albania se necessario. La battaglia decisiva sarebbe avvenuta in Tracia, contro l'esercito bulgaro. Nazim Pascià, nuovo comandante dell'esercito ottomano, decise comunque di prendere di sorpresa i serbi attaccando in Macedonia e in Tracia, sperando di battere la Lega Balcanica inducendo quindi le potenze occidentali a chiedere la fine della guerra.

## Svolgimento della battaglia

### 23 ottobre
Nonostante la nebbia mattutina del 23 ottobre che non permise un'adeguata opera di ricognizione, le vedette del fianco sinistro serbo avvistarono i soldati della 17ª divisione ottomana di fanteria in movimento, scambiandoli però per truppe di artiglieria in ritirata dal villaggio di Stracin, occupato due giorni prima dai bulgari. Il 18º reggimento della divisione del Danubio e i ricognitori della divisione di cavalleria furono inviati a catturare quelli che credevano ottomani in fuga, venendo invece respinti. Dopo questo primo episodio Zeki Pascià si persuase che il fianco sinistro serbo fosse debole e, dato che i bulgari di Stracin non sembravano intenzionati a muoversi, decise di attaccare l'avversario che aveva di fronte. Verso le 11:00 il V e VI corpo ottomano investirono, supportati dall'artiglieria, le posizioni della divisione del Danubio, il cui 18º reggimento si ritirò in disordine. Zeki Pascià attese quindi l'arrivo della divisione di Štip dalla retroguardia per proseguire l'attacco, fatto che permise al 7º reggimento serbo, insieme a quanto rimaneva del 18º, di consolidare le difese, rinforzate poco dopo dal sopraggiunto 8º reggimento, il cui arrivo permise di trasferire il 7º reggimento a Srtevica, attaccata dalla divisione ottomana di Štip. Nel fianco destro serbo intanto il 9º reggimento della divisione del Danubio aveva fermato la debole divisione di fanteria di Monastir.
Alle 12:00 il VII corpo attaccò la zona difesa dalla 1ª divisione della Morava ma, dopo alcuni progressi, gli ottomani vennero ricacciati nelle loro posizioni di partenza, anche perché i soldati e i cannoni serbi erano stati messa in allerta a causa dei precedenti combattimenti.
Il comando della prima armata serba non fu informato degli avvenimenti e pertanto non ebbe nessuna influenza sui combattimenti del 23 ottobre, tanto che ordinò alle unità sul campo di continuare a muoversi verso sud come previsto. Nuove informazioni giunsero al comando solo dopo mezzanotte. Neanche la retroguardia serba entrò in azione. Chi invece non partecipò al primo giorno dei combattimenti fu la retroguardia serba (2ª divisione del Danubio a sinistra, 1ª divisione della Drina al centro e 2ª divisione del Timok a destra).

### 24 ottobre
Gli attacchi ottomani sul fianco sinistro serbo ripresero alle 05:30. Mentre la divisione di Štip fu assegnata all'aggiramento sui fianchi dei serbi, il VI corpo ricevette l'ordine di mantenere occupate il più alto numero possibile di forze nemiche. La 1ª divisione del Danubio fu messa sotto forte pressione, fino a quando alle 10:00 le sue linee vennero rimpinguate dalla 2ª divisione del Danubio. Contemporaneamente, la cavalleria serba mise gli zoccoli nella riva sinistra dello Pčinja e rallentò i movimenti ottomani verso Srtevica, dove alle 12:00 giunse un contingente della 2ª divisione del Danubio. Il fianco destro turco perse così ogni iniziativa e cessò gli attacchi.
Per quel che riguarda il fianco sinistro turco, questo era stato indebolito durante la notte dalla diserzione di un gran numero di riservisti della divisione di fanteria di Üsküb (l'attuale Skopje), provocata dalla diffusione della notizia che la terza armata serba aveva conquistato Pristina, e si accingeva a proseguire per Üsküb. Il VII corpo decise di continuare lo stesso gli attacchi, iniziati alle 05:30 come sul fianco destro. I serbi tuttavia contrattaccarono dopo appena mezz'ora e, insieme alla 2ª divisione del Timok proveniente dalla retroguardia, obbligò alla ritirata tutto il fianco sinistro ottomano.
Alle 09:30 giunse al fronte anche la 2ª divisione della Drina, che attaccò il centro ottomano. Alle 11:00 circa la divisione di fanteria di Monastir cominciò a ritirarsi: il comandante del VI corpo riuscì temporaneamente a bloccare l'azione serba impiegando tutte le riserve disponibili, ma alle 13:00 la 1ª divisione della Drina riuscì ugualmente ad occupare Zebrnjak, perno dello schieramento ottomano, che ora era tutto in ritirata (parte del VI e l'intero VII corpo verso Üsküb, l'altra parte del VI e l'intero V coro verso Štip e Köprülü). I serbi non riuscirono a catturare gli ottomani in fuga. Alle 15:00 la 1ª divisione della Morava fece il suo ingresso a Kumanovo.

## Conseguenze
L'esercito ottomano uscì dalla battaglia di Kumanovo pesantemente sconfitto. La decisione di Zeki Pascià di attaccare di sorpresa ebbe un piccolo successo iniziale, ma alla lunga combattere contro un nemico numericamente molto più forte si rivelò un errore. I serbi, dal canto loro, sebbene disponessero di forze fresche nelle retrovie, non riuscirono a catturare gli ottomani in fuga, e mancarono quindi l'opportunità di mettere fine alle operazioni militari nella valle del fiume Vardar, anche se obbligarono gli ottomani a sospendere a tempo indeterminato i piani offensivi che avevano in mente.
Üsküb, abbandonata dagli ottomani che si ritirarono a Prilep, passò in mani serbe il 26 ottobre. Due giorni dopo la terza armata serba cominciò la marcia verso la Metochia, proseguendo quindi nell'Albania settentrionale in direzione della costa adriatica. La seconda armata fu invece indirizzata in aiuto dei bulgari impegnati nell'assedio di Adrianopoli, mentre la prima armata si preparò a sloggiare gli ottomani da Prilep.